# الا مای
الا مای (به انگلیسی: Ella Mai) (زادهٔ ۳ نوامبر ۱۹۹۴) خواننده و ترانه‌سرای انگلیسی است.